# Estación de Delémont
La estación de Delémont es la principal estación ferroviaria de la comuna suiza de Delémont, en el Cantón del Jura

## Historia y situación

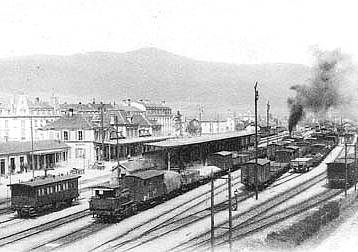
Estación de Delémont en 1897

La estación fue abierta en el año 1875, cuando se abrió al completo la línea ferroviaria del Jura hasta Basilea. Un año más tarde se inauguró el ramal que nacía en la estación hasta Glovelier, que posteriormente sería prolongado hasta Delle. Junto a la estación existe un depósito de locomotoras que tiene una placa giratoria
La estación se encuentra en el sur del núcleo urbano de Delémont. Cuenta con un total de 17 vías, de las cuales 3 son toperas, y de tres andenes.

## Servicios ferroviarios
Los servicios son operados por SBB-CFF-FFS. En la estación paran servicios de larga distancia, regional y de la red S-Bahn Basilea.

### Larga distancia
- ICN Ginebra-Aeropuerto - Ginebra-Cornavin - Nyon - Morges -/ Lausana - Yverdon-les-Bains - Neuchâtel - Biel/Bienne - Grenchen Nord - Moutier - Delémont - Laufen - Basilea SBB. Un tren cada hora en el tramo común Yverdon-les-Bains - Basilea SBB. Un tren cada dos horas hacia Ginebra-Aeropuerto y Lausana.

### Regionales
- RE Delle - Porrentruy - Delémont - Moutier - Grenchen Nord - Biel/Bienne. Un tren cada hora.
- R Porrentruy - Delémont. Únicamente un tren al día.

### S-Bahn Basilea
La estación de Delémont se encuentra dentro de la red de cercanías S-Bahn Basilea, a la que llega una línea:
- S 3 Porrentruy – Delémont – Laufen – Basel Dreispitz – Basel SBB – Liestal – Sissach – Olten  (algunos refuerzos durante las horas pico entre Delémont (respectivamente Laufen y Aesch) y Basel sin designación de línea)